# فلورانس جی.
فلورانس جی. (به انگلیسی: Florence J.) یک کشتی است که طول آن ۷۲ فوت (۲۱٫۹۵ متر) می‌باشد. این کشتی در سال ۱۹۱۴ ساخته شد.